# سترة واقية من الرصاص

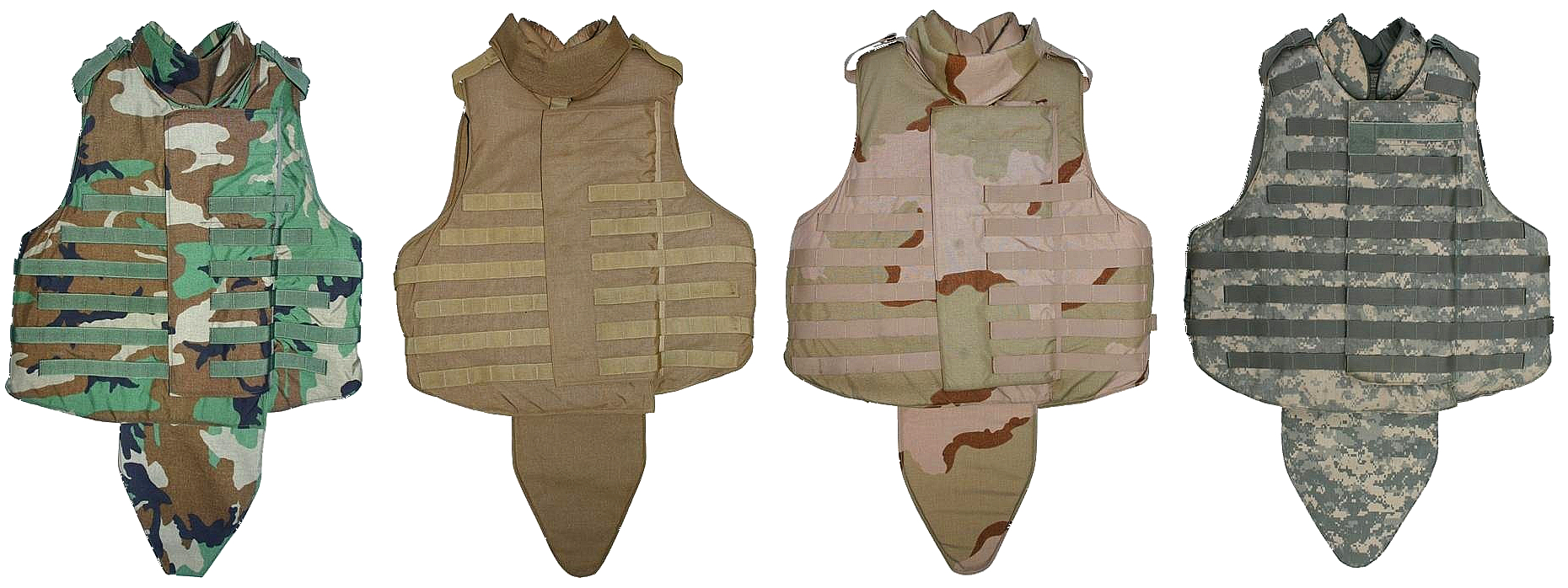
سترات واقية من الرصاص

السترة المضادة للرصاص (بالإنجليزية: Ballistic vest)‏ هي قطعة يتم ارتداؤها لغرض امتصاص الصدمة الناتجة عن ارتطام الرصاص أو الشظايا الناجمة عن الانفجارات وحماية منطقة الصدر لمن يرتديها، وأكثر من يستخدمها هم الشرطة وموظفي شركات الحماية الأمنية والجنود وتكون مصحوبة في أغلب الأحيان بخوذة لوقاية الرأس.

## أجزاؤها ومواصفاتها واستخدامها
تتكون من ثلاث قطع:
1. السترة التي توضع داخلها الصفائح.
2. الصفيحة التي تغطي الصدر.
3. الصفيحة التي تغطي الظهر.

وتصنع الصفائح من مواد مختلفة، منها ما تكون مصنوعة من سبيكة معدنية (الفولاذ أو التيتانيوم)، أو من السيراميك، ومنها ما يكون مصنوع من عدة طبقات من البولي إثيلين، بحيث توضع هذه الصفائح داخل السترة، وتختلف أنواع السبيكة الداخلة من حيث الوزن ودرجة الحماية التي توفرها، حيث يوجد أنواع منها تحمي من إطلاق نار من بندقية الكلاشينكوف AK47 من مسافة 30 سم بواقع ثلاث رصاصات في نفس المكان.
إن الطبقات المصنعة من ألياف قوية جداً في هذه الصُدر، يمكن أن تتلقى وتشوه الرصاص وتنشر قوة الرصاصة على عدد كبير من الألياف في درع الصدرة، حيث تمتص الصدرة الطاقة من الرصاصة وتوقفها قبل أن تستطيع اختراق الصدرة، وقد تستطيع الرصاصة اختراق بعض طبقات الألياف، ولكن تشوه الرصاصة على السطح المدروس للدرع النسيجي يؤدي إلى توزع الطاقة على مساحة أكبر فأكبر من الألياف، وبما أن الصدرة ستمتص طاقة الرصاصة فإنها ستنقلها لمن يرتديها، وحتى بدون اختراق الرصاصة للصدرة، فإن الأسلحة الحديثة تعطي طاقة للرصاصة كافية لتسبب رض تحت مكان الاصطدام.
مواصفات الصدرة تشمل مقاومة الاختراق وحدود كمية طاقة الصدم المنتقلة إلى الجسم، فإن الصدر المصممة ضد الرصاص تقدم حماية بسيطة من الأدوات الحادة، مثل السكاكين، والسهام، أو الطلقات المصنعة من مواد غير قابلة للتشوه، مثل قلب الرصاصة الفولاذي بدلا من الرصاصي، وحيث أن قوة الصدم لهذه المواد تتركز في مساحة صغيرة جداً، مما يسمح لها بثقب طبقات الألياف لمعظم أنواع الأنسجة المستخدم في الصدر ضد الرصاص، لذلك يرتدي ضباط حفظ النظام أو الاحتكاك المباشر مع المجرمين، صُدر خاصة مصممة خصيصاً ضد الأسلحة الحادة، هذه الصدر تدمج مكونات معدنية ونسيجية صفائحية مطلية من مواد مثل ألياف بارا أراميد تفي بالمطلوب.